# 切特·贝克
小切斯尼·亨利·“查特”·贝克（英語：Chesney Henry“ Chet ”Baker Jr.，1929年12月23日—1988年5月13日），美国爵士乐小号手、短号手和歌手。爵士乐历史学家戴夫·盖利（Dave Gelly）将贝克的早期职业生涯描述为“詹姆斯·迪恩（James Dean），西纳特拉（Sinatra）和比克斯（Bix）融为一体”。他于1988年在荷兰阿姆斯特丹逝世。

## 生平

### 早期生涯
查特贝克在奥克拉荷马州耶尔市的一个音乐家庭裡出生并长大；他的父亲是一位职业吉他手。贝克的音乐生涯始于教堂合唱团。他的父亲最初用长号将其带入了铜管乐器的世界，不过由于长号对当时的贝克来说太大了，于是便换成了小号。
查特贝克在Glendale高中接受了一些音乐训练，1946年，在其16岁的时候，他离开学校，加入了美国军队，并被派往柏林加入了第298号军乐队。1948年离开军队后，查特贝克在洛杉矶的EL Camino学院学习理论及和声，并于1950年辍学并重新参军，在圣弗朗西斯科的普蕾西迪奥成为第六军乐队的一员，不久后他即开始出现在圣弗朗西斯科的爵士俱乐部，如Bop City和Black Hawk等。为了实现成为职业音乐家的理想，他再次离开军队。

### 职业突破
查特贝克早期的一些重要的演唱会是同职业萨克斯手Vido Musso的乐队一同举行的，同时还有次中音萨克斯手Stan Getz，尽管当时他已被Charlie Parker选中为其伴奏，并于1951年在西海岸的一系列演出中赢得了一定的声誉。
1952年，查特贝克加入了Gerry Muligan四重奏，不久该乐队便迅速走红。该乐队有不少特点，但最突出的是Mulligan的男中音萨克斯与贝克的小号演奏相得益彰。与Bepop乐巨星Charlie Parker和Dizzy Gillespie不同的是，他们不在一起演奏相同的乐曲，但彼此的对位手法在演奏中互为补充，并且经常在演出中对彼此的下一步演奏的预测有着不可思议的默契。My Funny Valentine在该乐队的演绎下，配以查特贝克令人难忘的独奏，在当时取得了巨大的成功，成为其招牌曲目。
Mulligan四重奏的迅速走红持续了不到一年时间，便因Mulligan吸毒被逮捕入狱而结束。1956年，Pacific Jazz发行了查特贝克的专辑Chet Baker Sings，该专辑的发行加深了贝克在乐迷中的印象，但同时也让他受到传统爵士乐迷的疏远；不过查特贝克在其生涯中继续以这种方式演唱。1953年至1954年，查特贝克与Russ Freeman组成了四重奏乐队，其中有贝司手Carson Smith，Joe Mondragon，Jimmy Bond ，鼓手Shelly Manne,，Larry Bunker以及Bob Neel。该乐队在其1954年的三场演唱会中大获成功，查特贝克在该年度还获得了Downbeat Jazz Poll奖项；加上其轮廓分明的外形，好莱坞摄影棚邀请查特贝克出演了他的电影处女作“地狱的地平线”(Hell's Horizon),并于1955年秋季上映。不过，查特贝克拒绝了摄影棚的合約，选择了继续在音乐的道路上前行。随后，查特贝克在1955年成立了五重奏乐队，其中有Francy Boland，贝克在该乐队中既吹小号又演唱，他俊朗的外表和演唱天分使他成为了西海岸冷爵士乐的代表性人物。查特贝克1956年录音专辑《The Route》同Art Pepper一道，让西海岸冷爵士成为冷爵士的重要组成部分，不过该专辑于1989年才第一次得以完整发行。

### 毒瘾与职业生涯的下坡路
从上世纪50年代开始，查特贝克即成为了海洛因的吸食者，并导致了其音乐生涯开始走下坡路。有时，查特贝克不得不典当掉他的乐器换钱以便购买毒品。60年代早期，他在義大利因为遭到毒品指控而入狱一年，随后又因与毒品相关的指控而遭到当时的西德和英国的驱逐。在西德再次违法时，他最终被遣送回美国。在美国加州北部的米尔皮塔斯居住期间，他因滥用药物屡次被处以短期监禁，而在出狱期间，他则在圣何塞和三藩市进行演出。
1966年，查特贝克有一次在三藩市的演出后受到严重的人身伤害（据说是在试图购买毒品时），嘴上多处被严重割伤，一颗门牙也被打掉，从而导致他无法正常吹奏。据贝克在Let's Get Lost的记录片里所述，当时是一个熟人试图抢劫他，不过跑了，但是第二天带了一帮人来追打他。最后贝克逃进一辆车里，但车里的人不仅没有帮他，反而把他推回到大街上，被追他的人抓住暴打了一顿，牙被打掉了，连小号都吹不了。他不得不找些粗活干，包括在加油站加油，不过同时他装了颗假牙，并继续练习吹小号。三个月后他在纽约举行了一场演奏会。
在1966年至1974年间，查特贝克大多数吹的是粗管小号，其所录制的音乐大多数都被贴上了西海岸爵士的标签。

### 回归与晚期生涯
在因假牙而采用新的吹奏方式后，查特贝克重新回归到了他音乐生涯初期时的主流爵士乐，并搬往纽约，在那里开始演出和录音，特别是和吉他手Jim Hall。在70年代后期，查特贝克前往欧洲，期间Diane Vavra不仅负责他的录音和演奏，同时也给予了他很多私人帮助。
从1988年直至他去世，查特贝克基本上都在欧洲居住和演出，但每年会去美国一次左右，参加少数演出。查特贝克灌制唱片的多产期在1978年到1988年。不过，由于他的唱片大多数是由一些小厂牌的欧洲公司出品，所以尽管广受评论家的赞誉，但并没有获得大量的听众；但此阶段被视为查特贝克职业生涯的成熟期。此阶段查特贝克较为重要的是和钢琴家Phil Markowitz组成的四重奏（1978-1980）以及和吉他手Philip catherine还有贝司手Jean-Louis Rassinfosse（1983-1985）所组成的三重奏乐队。在此期间，他还和萨克斯手Stan Getz进行巡演。
1983年，英国歌手 Elvis Costello，同时也是查特贝克的老歌迷，邀请查特贝克为其在Punch The Clock专辑中的单曲Shipbuilding中演奏了一段独奏，该单曲是当年英国Top 40的曲目之一，同时也将查特贝克推向了新的听众群体。随后，查特贝克经常出现在Costello的歌曲Almost Blue在一系列现场演唱会中的演奏（该首歌受到了贝克版的The Thrill Is Gone的启发），并在查特贝克的记录性影片Let's Get Lost里面收录了该单曲。
1986年，查特贝克拍摄了纪录片“Chet Baker: Live at Ronnie Scott's London”，此纪录片由日本电视台在1987年于查特贝克日本演出期间拍摄，镜头中的查特贝克那时看起来比实际年龄看起来要苍老的多，但他的小号演奏依然敏捷而生动，充满了灵感。乐迷及评论家一直认为这张录制于查特贝克去世前一年并在其死后发行的专辑Chet Baker In Tokyo是他最好的作品之一。Silent Night，另一张广受赞誉的专辑，也是查特贝克的唯一一张圣诞音乐专辑，是与Christopher Mason在1986年新奥尔良录制，并于1987年发行。
查特贝克的作曲包括 "Chetty's Lullaby", "Freeway", "Early Morning Mood", "Two a Day", "So Che Ti Perderò" ("I Know I Will Lose You"), "Il Mio Domani" ("My Tomorrow"), "Motivo Su Raggio Di Luna" ("Tune on a Moon Beam"), "The Route", "Skidadidlin'", "New Morning Blues", "Blue Gilles", "Dessert", 以及 "Anticipated Blues".

### 离世
1988年5月13日凌晨3点左右，查特贝克的尸体在他所住酒店Hotel Prins Hendrik 二楼窗户下的路边被发现，该酒店位于荷兰阿姆斯特丹的Prins Hendrikkade大街，离Zeedijk不远。他头上有严重的创伤，在其酒店的房间内还发现了海洛因和可卡因，同时尸检也在他体内发现了上述毒品，现场没有搏斗的痕迹，于是查特贝克的死亡被宣布为意外事故。
查特贝克的尸体被运回其在加利福尼亚家乡的Inglewood Park墓园埋葬。Prins Hendrik旅馆外也有一块匾牌作为对他的纪念。

## 荣誉
- 1987年入选Big Band and Jazz名人堂；
- 1989年被Down Beat杂志的评论家投票，入选Down Beat爵士名人堂；
- 1991年入选奥克拉荷马爵士名人堂；
- 2005年，奥克拉荷马州长Brad Henry与奥克拉荷马众议院宣布7月2号为查特贝克日。